# Podunavlje
Podunavlje (serbo: Подунавље / Podunavlje, croato: Podunavlje) è il nome slavo della parte di bacino idrografico del Danubio situata in Serbia (Voivodina, Belgrado e la Serbia orientale) e in Croazia (Slavonia, Sirmia e Baranja). Tale regione si trova sul bordo meridionale del bacino della Pannonia; in gran parte coincide con l'area del Banato del Danubio. Nel suo significato più ampio, il termine è usato in serbo e croato come una descrizione per l'area attorno all'intero corso del Danubio.